# آلن کلارک (موسیقی‌دان)
آلن کلارک (انگلیسی: Alan Clark؛ زادهٔ ۵ مارس ۱۹۵۲) موسیقی‌دان و نخستین نوازندهٔ دائم کیبُردز در گروه موسیقی دایر استریتس و یکی از دو تهیه‌کنندهٔ اصلی موسیقی آن بود. نام او در سال ۲۰۱۸ میلادی در فهرست تالار مشاهیر راک اند رول قرار گرفت.
وی با هنرمندانی چون باب دیلن، مارک نافلر، دیوید نافلر، تینا ترنر، اریک کلپتون، مایکل کامن، بی جیز، جری رافرتی، بو دیدلی، بادی گای، بیلی جول، لو رید، دیوید ای. استوارت، مری هاپکین، مایک هکنال، برایان جانسن، جیمی نیل، رابرت کرای، ال گرین، وان موریسون، راجر دالتری، جرج هریسون، التون جان، فیل کالینز، بروس ویلیس، جان اندرسون، رابی ویلیامز، راد استوارت، سیل و پت شاپ بویز همکاری داشته‌است.